# 场坝镇
场坝镇，是中华人民共和国云南省昭通市镇雄县下辖的一个乡镇级行政单位。

## 行政区划
场坝镇下辖以下地区：
场坝村、麻园村、麻塘村、巴溜村、摩多村、锅厂村、安家坝村、彭家寨村和罗汉村。